# Hechtbrunnen Teterow

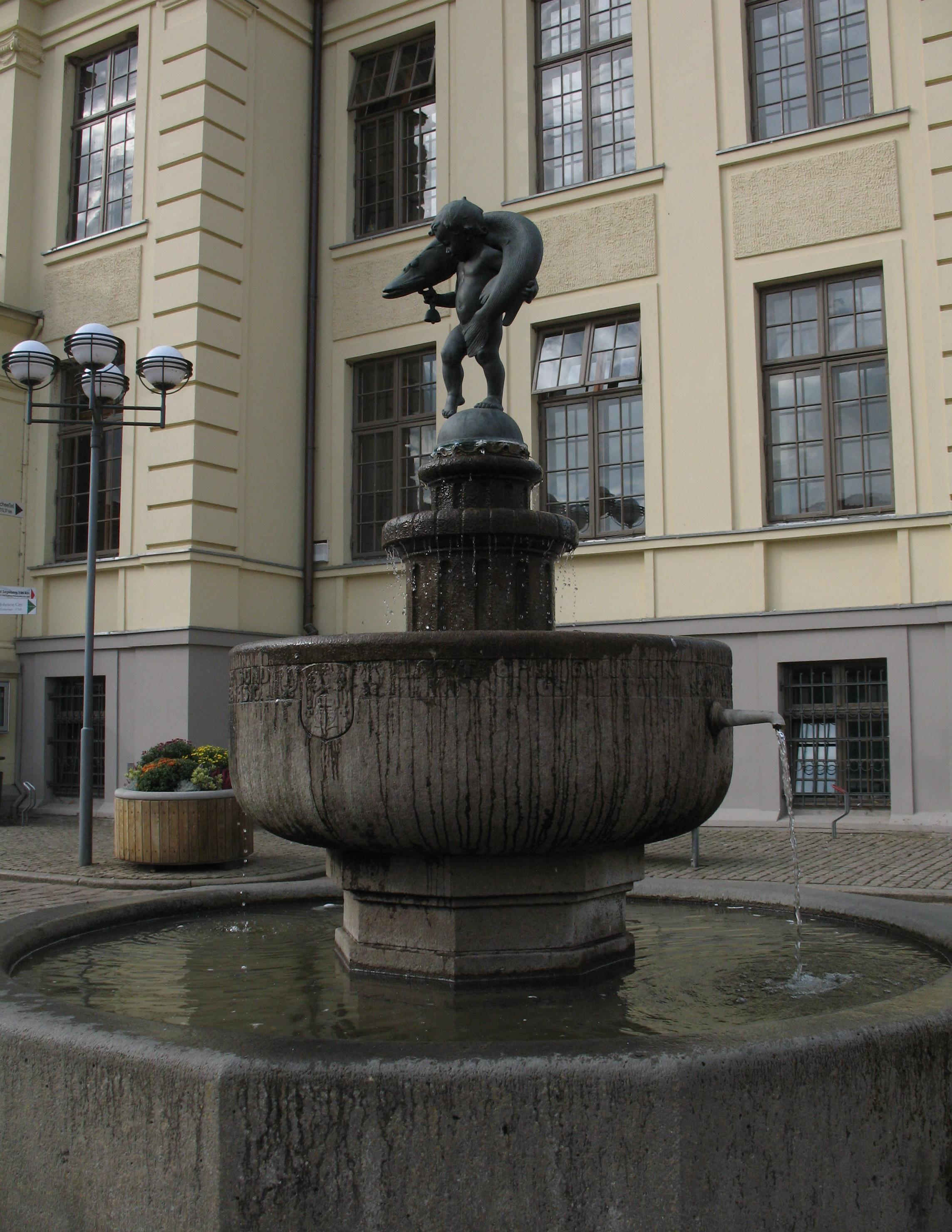
Hechtbrunnen vor dem Rathaus

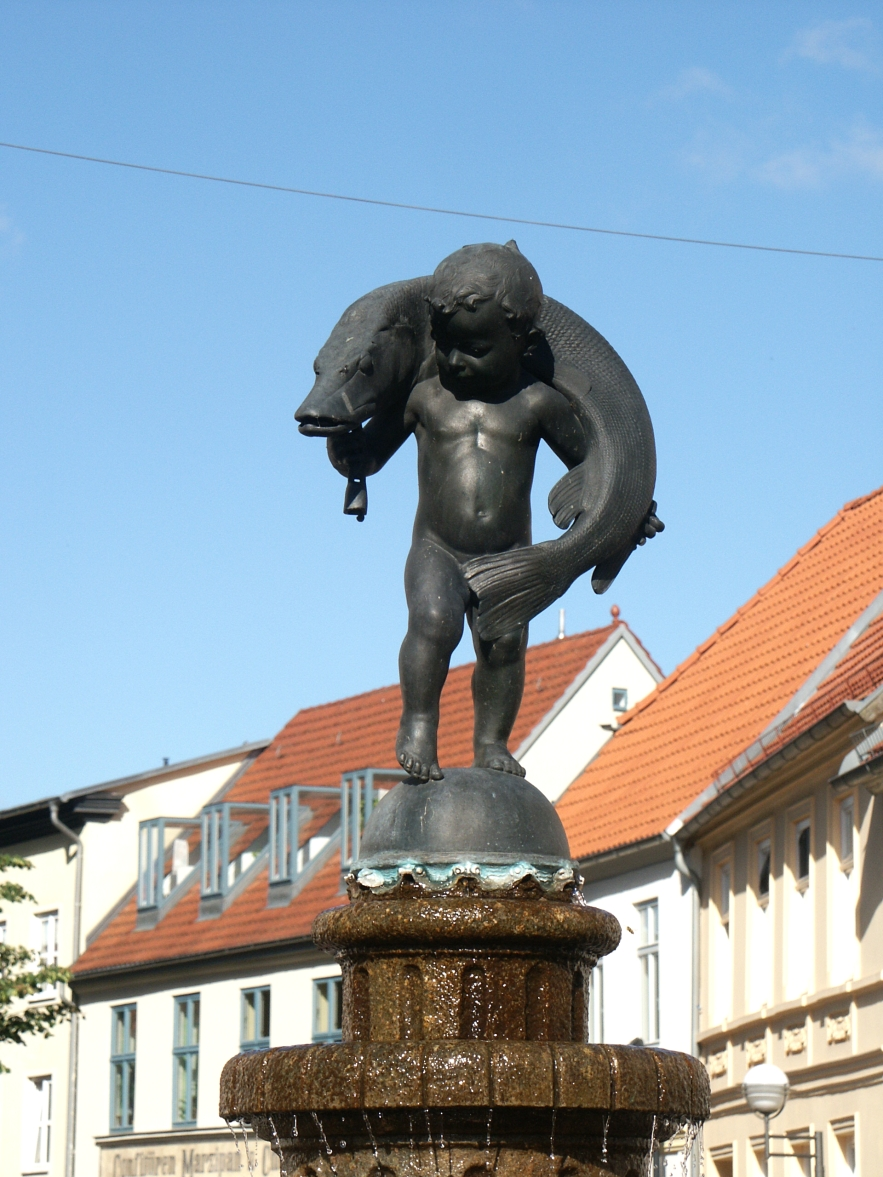
Der Hechtjunge

Der Teterower Hechtbrunnen ist ein 1914 errichteter Zierbrunnen auf dem Marktplatz in Teterow und ein beliebtes Wahrzeichen der Stadt. Entworfen wurde er vom Bildhauer Wilhelm Wandschneider.

## Vorgeschichte
Nach dem Verschwinden der öffentlichen Nutzbrunnen im 19. und 20. Jahrhundert kam der Wunsch auf, Plätze durch Denkmäler oder Zierbrunnen zu verzieren, so auch in Teterow 1912 im Zuge der Erneuerung des Marktes. Als konkreter Bezug auf die Stadt bot sich in Teterow die Umsetzung einer Schildbürgergeschichte an. So kam man im Magistrat überein, die Hechtsage zum Thema zu machen.

## Die Hechtsage
Einst hatte der Stadtfischer einen kapitalen Hecht gefangen. Um diesen bis zum nahenden Königsschuss frisch zu halten, beschlossen die Stadtväter, den Hecht mit einer Glocke um den Hals zurück in den See zu setzen. Die Glocke würde in einem fort läuten und der Fisch leicht wiederzufinden sein. So geschah es. Der Fischer fuhr mit seinem Boot hinaus, setzte den Hecht samt Glocke ins Wasser und schnitt zur Sicherheit eine Kerbe in sein Fischerboot – genau an der Stelle, wo er den Fisch ins Wasser ließ.

## Projektverlauf
Am 16. März 1912 veröffentlichte der Magistrat einen „Aufruf zur Schenkung eines Marktbrunnens an die Stadt Teterow“. 

„Nach Beschluss von Rat und Bürgerausschuss soll der Marktplatz unserer Stadt mit bestem schwedischen Kopfsteinpflaster belegt werden. Der Platz erhält dadurch auf Menschenalter hinaus ein neues, schönes und wie wir hoffen, auch zweckentsprechendes Gewand. Zu erwarten ist, dass das bessere Pflaster auch den großen Verkehr an diesem Mittelpunkt unserer Stadt neu beleben wird. Allwöchentlich versammeln sich dort Mittwochs die Fuhrwerke, welche Tiere zum Ferkelmarkt bringen, und Sonnabends die Besucher des Wochenmarktes. Stündlich ziehen hier Lastwagen aus Stadt und Land vorüber oder machen auf dem Markt kurzen halt. Wie oft mag schon bei Menschen und Tieren an dieser Stelle der Wunsch nach einem kühlen Trunk Wasser aufgetaucht sein? Wie oft blieben Pferde hier in der Sonnenglut durstig stehen, während die Lenker sich in den Wirtschaften erfrischen? Unsere Vorfahren haben das Bedürfnis, an dieser Stelle Wasser für Mensch und Tier bereitzuhalten, richtig erkannt. Wer weiß nicht die alte Sage von unserem Marktbrunnen, der früher hier Labung spendete? Spätere Geschlechter haben den alten Brunnen, der mitten auf dem Markt stand und der den Verkehr hinderte, zugeschüttet. Lasst uns jetzt diesen Fehler wieder gutmachen und alle helfen, dass auf dem Markt wieder für Jedermann frisches Wasser rinne.
Ein Marktbrunnen, wie wir ihn uns denken, muss in einfacher, gediegener und dauernder Ausstattung so sein, dass er, ohne den Verkehr irgendwie zu beengen, bei Erfüllung seines wohltätigen Zwecks ein Schmuckstück für den Platz und eine Freude für jeden Teterower ist. Es ist deshalb daran gedacht, ihn in der südöstlichen Marktecke zu errichten und auf oder an ihm das Tier anzubringen, welches das Merkbild unserer Stadt geworden ist, und auf das in gesundem niederdeutschen Humor jeder Teterower stolz ist, unsern Hecht mit der Glocke.“

Der öffentlich gemachte Brunnenplan fand in der Bevölkerung begeisterte Aufnahme. Schnell waren mehr als 1.200 Mark Spenden gesammelt. 300 Mark davon waren eine Spende des in Teterow geborenen Kapitäns Karl Kaempff. Das ermutigte den Magistrat, eine künstlerische Gestaltung ins Auge zu fassen. Im Oktober 1913 ließ sich das großherzogliche Kabinett vom Projekt berichten, um seinerseits dem Großherzog Mitteilung darüber zu machen.
Als Bewerber meldeten sich Künstler wie der Architekt Paul Korff aus Laage, die Bildhauer August Bauer aus Düsseldorf, Georg Marschall aus Charlottenburg, Curt Stoeving aus Berlin, Hermann Howe aus Nürnberg, die Architekten W. Timm aus Stralsund, Paul Tilse aus Wismar, Ernst Müller & Richard Brodersen aus Charlottenburg und schließlich Bildhauer Wilhelm Wandschneider.
Zur Abdeckung der veranschlagten Kosten von 6.000 Mark wandte man sich u. a. auf Anraten des Bildhauers Wandschneider an die in Teterow geborene und in Chicago lebende Kaufhausunternehmerin Auguste Lehmann, die 2.000 Mark in Aussicht stellte, sobald die anderen 4.000 Mark Spenden vorhanden seien. Die Sammlungslisten führen 153 Namen auf. Damit war das Projekt gesichert.
Bildhauer Wandschneider war neben dem Architekten Korff der in Mecklenburg bekannteste Künstler. 1911 hatte er in Stavenhagen das Fritz-Reuter-Denkmal geschaffen. In die engere Wahl kamen Entwürfe der Bildhauer Bauer und Wandschneider, der schließlich den Auftrag erhielt. Im  Oktober 1913 suchten die Stadtväter die nunmehr veranschlagten 6.600 Mark auf 6.000 Mark zu drücken. Der Künstler zögerte zunächst, zumal für die Ausführung hochwertige Bronze und Porphyr vorgesehen waren, stimmte dann aber zu. Den mit ihm befreundeten Schriftsteller und Verleger Paul Warncke gewann er für das Verfassen einer Inschrift. In Warnckes erster Fassung, die später regionalorthografisch leicht angepasst wurde, heißt es mit Bezug auf die Hechtsage:

„Weck Lüd sünd klauk, un weck sünd daesig, un weck, die sünd wat aewernäsig; lat’t sei spijöken, Kinnings, lat’t! Die Klock hett lüdd’t, de Hekt is fat’t!“

(Manche Leute sind klug, manche sind dumm, und manche sind hochnäsig; lasst die spotten, Kinder lasst sie! Die Glocke hat geläutet, der Hecht ist gefasst!)
Unstimmigkeiten mit dem Künstler u. a. wegen der völligen Nacktheit des Jungen wurden behoben, indem Wandschneider dessen Blöße mit dem Schwanz des riesigen Hechtes verdeckte. 
Mit einem Volksfest wurde der Brunnen in Anwesenheit seiner Initiatoren und des Bildhauers Wandschneider am 17. Mai 1914 enthüllt. Für Heiterkeit sorgte ein Hecht, den man im Brunnenbecken schwimmen ließ. Im Vorfeld des 3. Teterower Heimatfestes 1992 erfolgte eine umfassende Restaurierung des Brunnens.

## Beschreibung
Der nicht zentral auf dem Marktplatz, sondern versetzt in Nähe zum Rathaus errichtete Brunnen besteht aus einem größeren, auf einem mittigen Sockel stehenden Wasserbecken von knapp drei Metern Durchmesser, woraus sich ein zweites, kleineres Wasserbecken mit der umlaufenden plattdeutschen Inschrift erhebt. Mittig darin steht eine kleine Säule, auf der der „Hechtjunge“ auf einer Halbkugel steht. Am unteren Rande der Halbkugel sprudelt an mehreren Stellen das Wasser in das obere Becken, um über dessen Rand in das untere zu fließen. Das Fundament war von dem örtlichen Maurermeister Richard Kohlert gelegt worden, die Steinarbeiten übernahm die Berliner Firma „P. Wimmel & Co. – Königl. Hofsteinmetzmeister“. Die Gießerei ist nicht bekannt.
Der „Hechtjunge“, im Entwurf von Wandschneider als „kleiner Herkules“ in Lebensgröße eines Zweijährigen bezeichnet, trägt scheinbar mühelos einen kapitalen Hecht auf seinen Schultern. Dass dem Künstler ein Enkel Modell stand, ist dagegen nicht wahr, sein erster Enkel erblickte erst 1924 das Licht der Welt.

## Repliken

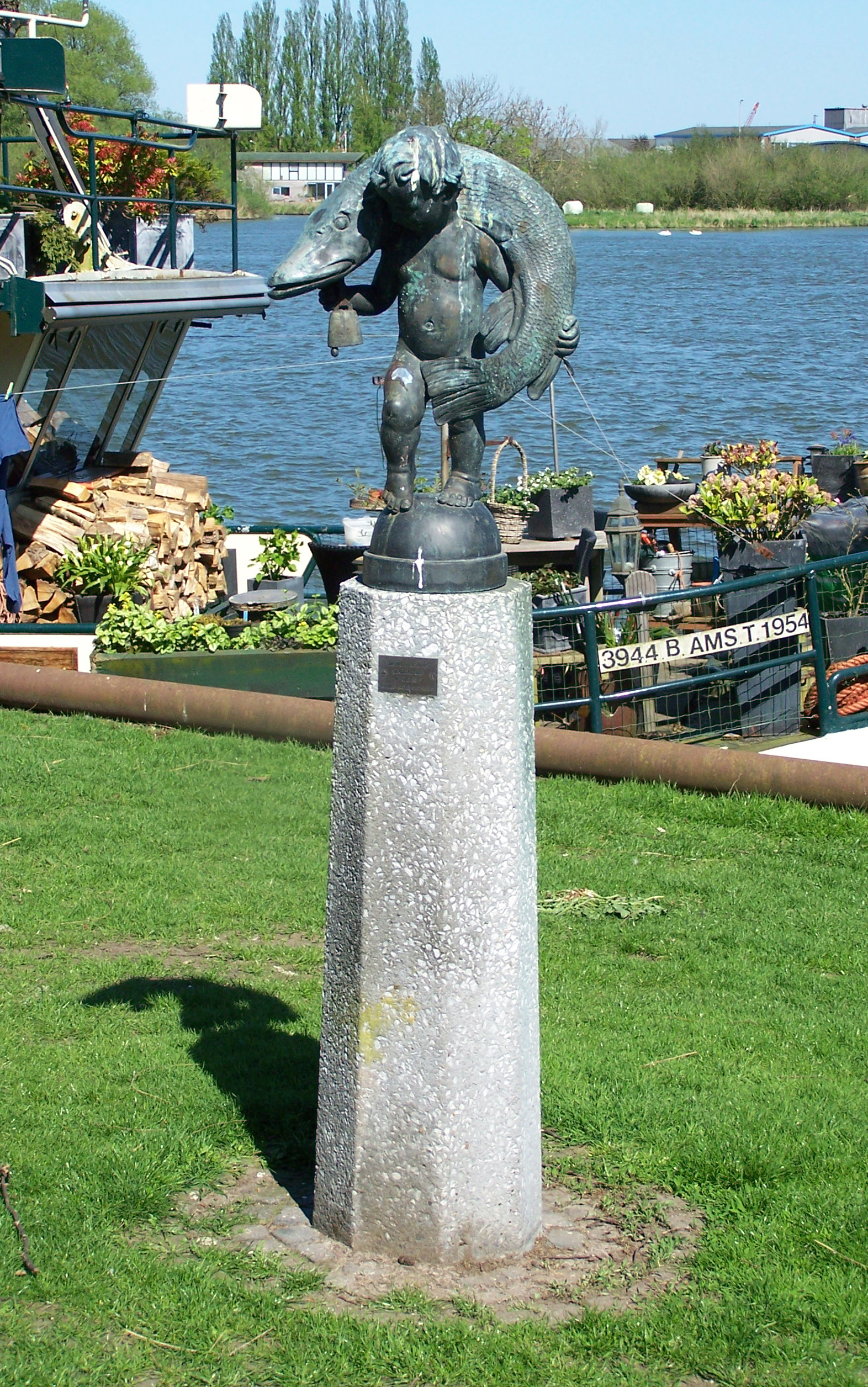
„De jongen met de vis“ in Kampen

Im Jahr 1981 genehmigte die Stadt Teterow dem Ehrenbürger Horst Klinkmann, eine Kopie der Figur des „Hechtjungen“ anfertigen zu lassen unter der Bedingung, keine direkte Abformung zu schaffen, so dass ein Unikat bleibt. Dem Antrag folgend wurde ein Gipsmodell angefertigt. Ein Bronzeguss scheiterte zunächst an den materiellen Engpässen der DDR und wurde erst 1990 in einer Berliner Gießerei realisiert. Dieser autorisierte Guss gelangte in das niederländische Kampen und steht dort seit 1991 als eine Stiftung von Willem Kolff, dem beruflichen Mentor Klinkmanns. Unautorisiert ist ein weiterer Guss der Figur, die im Kunsthandel auftauchte und von einem Teterower Bürger erworben wurde. Inzwischen sind weitere mehr oder minder gelungene Repliken in verschiedenen Größen und Materialien im Umlauf.